# Miljenko Kovačić
Miljenko Kovačić (Zagreb, 19. ožujka 1973. – Kraljevečki Novaki kraj Svete Helene, 20. kolovoza 2005.), hrvatski nogometaš.
Nadimak mu je bio "Sin vjetra" kojeg je dobio zbog svoje brzine. Igrao je za nekoliko klubova, od kojih je najveće ime zagrebački Dinamo, s kojim je osvojio hrvatsko prvenstvo 1995./96., i talijanska Brescia.
U profesionalnoj karijeri je donio neke neobične odluke, tako da je jednom prekinuo igrati nogomet zbog vjerskih razloga (bio je pripadnikom sljedbenika Hare Krišne) jer je tvrdio da je novac korijen svih zala i da je zadovoljan onim što ima. Tad je to bio veliki šok za njegovog poslodavca, Bresciu. Kovačić se kratko vratio profesionalnom nogometu 2001., no opet je karijeru prekinuo. To je bilo 2005, ovaj put zbog obiteljskih razloga. Poginuo je u prometnoj nesreći 2005. godine.